# Bastón Negro

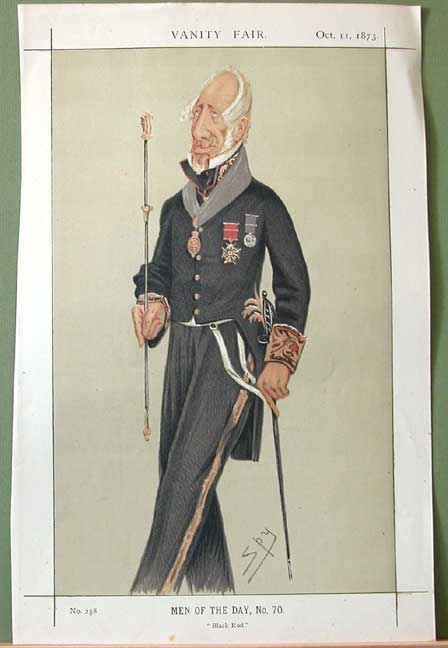
Caricatura de Sir Augustus William James Clifford, primer baronet. El epígrafe dice Black Rod.

El Caballero Ujier del Bastón Negro, generalmente abreviado a sólo Bastón Negro, es un oficial en los parlamentos de un número de países de la Mancomunidad Británica de Naciones. Su función es proteger y mantener las dependencias del parlamento correspondiente. En el Reino Unido su posición era original de la Cámara de los Comunes y equivalente al Sargento de Armas en la Cámara de los Lores, sin embargo desde 1977 el señor del bastón negro se encarga de mantener ambas cámaras del Parlamento Británico.

## Origen
El oficio fue creado en 1350 por la Patente real, aunque el título actual data de 1522. La posición fue adoptada por otros miembros de la Mancomunidad Británica de Naciones cuando estos copiaron el sistema Westminster Británico. El título deriva del bastón de oficio, un bastón de ébano encabezado por un león de oro, el cual es el símbolo principal de la autoridad del oficio.

## Bastones Negros (Reino Unido) desde 1361
- c.1361–1387: Walter Whitehorse
- 1387–1399: John Cray
- 1399–1410: Thomas Sy
- 1410–1413: John Sheffield
- 1413–1415: John Athelbrigg
- 1415–1418: William Hargroave
- 1418–1423: John Clifford
- 1423–1428: John Carsons
- 1428–1459: William Pope
- 1438–1459: Robert Manfield
- 1459–1461: John Penycok
- 1461–1471: vacante
- 1471–1485: William Evington
- 1483–1485: Edward Hardgill
- 1485–1489: Robert Marleton
- 1489–1513: Ralph Assheton
- 1495–1513: Hugh Dennys
- 1513–1526: William Compton
- 1526–1536: Henry Norris
- 1536–1543: Anthony Knyvett
- 1543–1554: Philip Hoby
- 1554–1565: John Norreys
- 1554–1591: William Norreys
- 1591–1593: Anthony Wingfield
- 1593–1598: Simon Bowyer
- 1598–1620: Richard Coningsby
- 1605–1620: George Pollard
- 1620–1642: James Maxwell
- 1642–1661: James Maxwell y Alexander Thayne
- 1645–1661: Peter Newton
- 1661–1671: John Ayton
- 1671–1683: Edward Carteret
- 1683–1694: Thomas Duppa
- 1694–1698: Fleetwood Sheppard
- 1698–1710: Almirante David Mitchell
- 1710–1718: William Oldes
- 1718–1727: William Saunderson
- 1727–1747: Charles Dalton
- 1747–1760: Henry Bellenden
- 1760–1765: Septimus Robinson
- 1765–1812: Sir Francis Molyneux
- 1812–1832: Thomas Tyrwhitt
- 1832–1877: Almirante Augustus Clifford
- 1877–1883: General William Thomas Knollys
- 1883–1895: Almirante James Drummond
- 1895–1901: Teniente-general Michael Biddulph
- 1904–1919: Almirante Frederick Stephenson
- 1920–1941: Teniente-general William Pulteney
- 1941–1944: William Mitchell
- 1945–1949: Vicealmirante Geoffrey Blake
- 1949–1963: Teniente-general Brian Horrocks
- 1963–1970: George Mills
- 1970–1978: Almirante Frank Twiss
- 1978–1985: Teniente-general David House
- 1985–1992: John Gingell
- 1992–1995: Almirante Richard Thomas
- 1995–2001: General Edward Jones
- 2001–2009: Teniente-general Michael Willcocks
- 2009–2010: Teniente-general Frederick Viggers
- 2010-2018: Teniente-general David Leakey
- 2018 – actualidad: Sarah Clarke

## Bastones Negros (Canadá) desde 1867
- 1867 - 1875  René Kimber
- 1875 - 1901  René Edouard Kimber
- 1902 - 1904  Molyneux St. John
- 1904 - 1925  Ernest John Chambers
- 1925 - 1946  Andrew Ruthven Thompson
- 1947 - 1970  Charles Rock Lamoureux
- 1970 - 1979  A. Guy Vandelac
- 1979 - 1984  Thomas Guy Bowie
- 1984 - 1985  Claude G. Lajoie
- 1985 - 1989  René M. Jalbert
- 1989 - 1990  Rene Gutknecht
- 1990 - 1997  Jean Doré
- 1997 - 2001  Mary C. McLaren
- 2001 - 2002  Blair Armitage (Acting)
- 2002 - actualidad  Terrance J. Christopher